# Trichogalumna arborea
Trichogalumna arborea är en kvalsterart som beskrevs av Ohkubo 1984. Trichogalumna arborea ingår i släktet Trichogalumna och familjen Galumnidae. Inga underarter finns listade i Catalogue of Life.